# 叢書新世代の詩人たち
叢書新世代の詩人たち（そうしょしんせだいのしじんたち）は、土曜美術社出版販売から出版されている日本の新世代の詩人の詩集対象とした叢書である。

## 概要
日本全国の新世代の詩人を掘り起こした詩集の全27巻の叢書である。

## 刊行詩集
1. 『目覚めれば花』 萩原里見　跋・高橋喜久晴　ISBN 4-88625-250-8
2. 『底なし水差し』 陣内淳介　跋・岸本マチ子　ISBN 4-88625-245-1
3. 『イーサルミの石』 篁久美子　跋・麻生直子　ISBN 4-88625-248-6
4. 『Orange』 中島悦子　跋・広部英一　ISBN 4-88625-261-3
5. 『厨房のマリア』 成見歳広　跋・葵生川玲　ISBN 4-88625-275-3
6. 『ぶりこ石幻想』 北村瑠美　跋・丸地守　ISBN 4-88625-309-1
7. 『砂のくちばし』 井村たづ子　跋・佐久間隆史　ISBN 4-88625-3105
8. 『海の家』 栗原俊　跋・高橋順子　ISBN 4-88625-311-3
9. 『蝶の谷』 幸田和俊　跋・佐久間隆史　ISBN 4-88625-357-1
10. 『鏡には映らなかった』 上村多恵子　跋・西岡光秋　ISBN 4-88625-391-1
11. 『石笛』　西田　純　跋・森田進　ISBN 4-8120-0401-2
12. 『金の裏のついた夕べの雲に』 竹生淳　跋・森田進　ISBN 4-8120-0417-9
13. 『稲穂がそよぐ』 永井力　跋・葵生川玲　ISBN 4-8120-0426-8
14. 『枕もとの海』 安藤秀一　跋・竹久昌夫　ISBN 4-8120-0434-9
15. 『悲しみの尽きるところから』細野豊　跋・岡田武雄　ISBN 4-8120-0456-X
16. 『乾花の向性』 太田昌孝　跋・石原武　ISBN 4-8120-0512-4
17. 『誰のものでもないソレア』 萬屋雄一　跋・中村不二夫　ISBN 4-8120-0511-6
18. 『ゆもとの暮鳥さん』 芳賀稔幸　跋・森田進　ISBN 4-8120-0537-X
19. 『うろくずやかた』 西野りーあ　跋・丸山勝久　ISBN 4-8120-0551-5
20. 『捩じれた闇』 田中俊彦　跋・比留間一成　ISBN 4-8120-0547-7
21. 『ウイスキー綺譚』 長谷川忍　跋・高木秋尾　ISBN 4-8120-0561-2
22. 『部屋』 麻生秀顕　跋・森田進　第10回福田正夫賞受賞 ISBN 4-8120-0580-9
23. 『けものすじ』 星善博　跋・秋谷豊　ISBN 4-8120-0601-5
24. 『貝殻幻想』 若宮明彦　跋・原子修　ISBN 4-8120-0670-8
25. 『死の時計』 林 ひろみ　跋・長岡昭四郎　ISBN 4-8120-0673-2
26. 『たましい市』 台洋子　跋・伊藤桂一　ISBN 4-8120-0695-3
27. 『立ちつくす天女』 藤井雅人　跋・有馬敲　ISBN 4-8120-0697-X